# Meeresstille und glückliche Fahrt (Mendelssohn)
Meeresstille und glückliche Fahrt op. 27 (MWV P 5) ist eine Konzert-Ouvertüre von Felix Mendelssohn Bartholdy. Sie basiert auf den Gedichten Meeresstille und Glückliche Fahrt von Johann Wolfgang von Goethe. Mendelssohn dirigierte die erste öffentliche Aufführung am 1. Dezember 1832 in der Sing-Akademie zu Berlin, bevor er das Werk überarbeitete und dieses 1835 zusammen mit Die Hebriden und der Ouvertüre von Ein Sommernachtstraum gedruckt wurde.
Die beiden Goethe-Gedichte dienten auch Ludwig van Beethoven als Grundlage für sein Chorwerk Meeresstille und glückliche Fahrt.

## Texte
Meeresstille

Tiefe Stille herrscht im Wasser,

Ohne Regung ruht das Meer,

Und bekümmert sieht der Schiffer

Glatte Fläche ringsumher.

Keine Luft von keiner Seite!

Todesstille fürchterlich!

In der ungeheuern Weite

Reget keine Welle sich.
Glückliche Fahrt

Die Nebel zerreißen,

Der Himmel ist helle,

Und Äolus löset

Das ängstliche Band.

Es säuseln die Winde,

Es rührt sich der Schiffer.

Geschwinde! Geschwinde!

Es teilt sich die Welle,

Es naht sich die Ferne;

Schon seh ich das Land!

## Zur Musik
Die Meeresstille beschreibt Mendelssohn durch ein Adagio in D-Dur, das aus Streicherakkorden besteht. Ein Molto allegro vivace (ebenfalls in D-Dur) beschreibt den Wind, der nun das Schiff antreibt, sowie die Ankunft im Hafen.